# 杰克·卢
雅各布·约瑟夫·“杰克”·卢（英語：Jacob Joseph "Jack" Lew，1955年8月29日—），是美国律师和政治家，曾任美國駐以色列大使、美国财政部长、白宫办公厅主任以及行政管理和预算局主任。

## 生平
卢生于纽约市一个犹太家庭，此后在哈佛大学获得文学学士，在美国乔治城大学法律中心获得法学博士学位（JD.）。
此前，從1993年2月至1994年，盧擔任克林頓總統特別助理，負責政策制定和全國的服務（美國國民服務隊）以及醫療保健改革和立法的起草工作。1994年10月盧離開白宮於成為行政管理和預算局的執行副主任。1998年7月31日克林頓總統任命盧為行政管理和預算局主任，他擔任這一職務，直到克林頓政府在2001年1月結束。作為行政管理和預算局局長，盧在克林頓政府的預算，管理和撥款問題政策上負領導責任。作為內閣和經濟團隊的資深成員，他就一系列廣泛的國內和國際政策建議總統。他代表政府與國會談判預算，並擔任國家安全委員會的成員。
在克林頓政府之後離開公職，盧曾擔任紐約大學的運營執行副總裁，並且是紐約大學瓦格納學院教授。2006年6月，盧被命名為花旗集團另類投資部首席運營官。他負責投資於對沖基金“賭房地產市場崩潰”，他在2007年–2008年環球金融危機期間作為花旗集團銀行的一個投資家。盧也負責監督的國家花旗集團子公司，包括百慕大、開曼群島和香港。
2010年在奧巴馬政府國務院成為處理管理和資源的副國務卿，盧與詹姆斯·斯坦伯格共同制定政策，亦是四年一次的外交與發展評估的共同負責人。之後他再任美國行政管理和預算局主任（2010年-2012年）和担任白宫幕僚長（2012年-2013年）；他是欧巴马总统有关国内和国际在金融、经济和税务问题的首席顾问。2013年2月起担任美国财政部长。

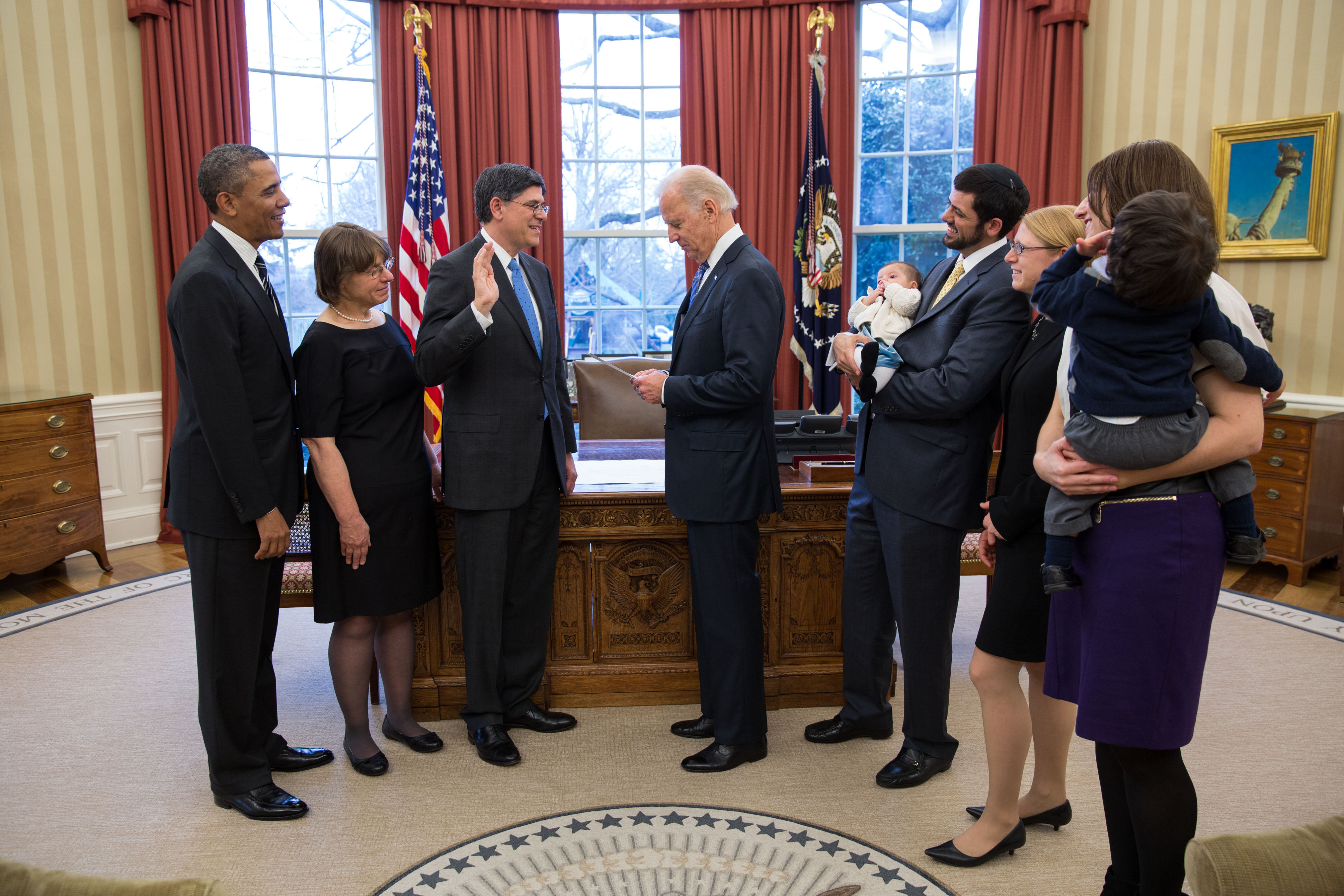
盧宣誓就任财政部长

### 生活
盧出生在紐約市。他上紐約市的公立學校，從森林小丘高中畢業。他的父親從波蘭來到美國，從事律師和珍稀圖書經銷商。盧就讀明尼蘇達州卡爾頓學院，後成為代表明尼蘇達州美國參議員。1978年他畢業於哈佛學院在1983年喬治敦大學法律中心畢業。
盧是一個正統的猶太人，遵守猶太教安息日。參加各地猶太人與猶太教堂的聚會。